# Karl Ludwig Kahlbaum
Karl Ludwig Kahlbaum (Drezdenko, 28 dicembre 1828 – Görlitz, 15 aprile 1899) è stato uno psichiatra tedesco.

## Biografia
Nel 1855 ha conseguito il dottorato in medicina, a Berlino, e in seguito ha lavorato come medico presso il manicomio di Wehlau. Per un periodo è stato anche docente presso l'Università di Königsberg (1863-1866), e dal 1867 è stato direttore del manicomio a Görlitz.
Egli è ricordato per la ricerca fatta a Görlitz con il suo socio Ewald Hecker (1843-1909) che coinvolgeva gli studi di nosografia. Nelle loro analisi dei disturbi mentali, Kahlbaum e Hecker hanno introdotto un sistema di classificazione della quale descrivono il distimia, ciclotimia, la catatonia, parafrenia e ebefrenia. Nella loro ricerca sono stati pionieri nell'applicazione delle pratiche cliniche moderne nello studio di salute mentale.
Jugendliche Irresein o "follia giovanile", ha sottolineato l'importanza dell'educazione dei genitori ai figli, per evitare che questa condizione si verifichi. Nella sua ricerca di catatonia, ha pubblicato la monografia, Die Katatonie oder Das Spannungsirresein, di cui rappresenta i disturbi di una malattia progressiva, come la Mania, depressione e psicosi. Il lavoro di Kahlbaum avrebbe nel tempo influenzato lo psichiatra tedesco Emil Kraepelin.
L'omonima "sindrome di Kahlbaum" è un sintomo catatonico caratterizzato da continui ripetizioni di parole e frasi che sono prive di significato o insignificanti (ecolalia).

## Opere scientifiche
- De avium tractus alimentarii anatomia et histologia nonnulla. (Doctoral dissertation), Berlin, 1854.
- Die Gruppierung der psychischen Krankheiten und die Einteilung der Seelenstörungen, 1863
- Die Sinnesdelirien (und ihre verschiedene Formen, 1866.
- Die Katatonie oder das Spannungsirresein, 1874
- Über jugendliche Nerven- und Gemütskranke und ihre pädagogische Behandlung in der Anstalt. In Allgemeine Zeitschrift für Psychiatrie, Berlino, 1884, H. 44
- Die klinisch-diagnostischen Gesichtspunkte der Pathologie; In Volkmann's Sammlung klinischer Vorträge, Lipsia, 1878, Nr. 126.